# Niimi, Okayama
Niimi (新見市 (Tân Kiến thị) Niimi-shi) là một thành phố thuộc tỉnh Okayama, Nhật Bản.